# 国重信正
国重 信正（くにしげ のぶまさ）は、戦国時代の武将。毛利氏の家臣。国重氏は安芸武田氏の庶流で、安芸国佐東郡国重の国重城を本拠とした国人。祖父は武田信賢、父は武田信恒。

## 生涯
明応9年（1500年）、安芸武田氏の武田信恒の子として生まれる。在名から名字を「武田」から「国重」へと改めた。
毛利興元の代から毛利氏に属し、興元、幸松丸、元就の三代に属したとされるが、興元の代は安芸武田氏が隆盛していた時期であるため、そのような時期に安芸武田氏の庶流である信正が何故毛利氏の麾下についたのかの経緯は不明である。
天文11年（1542年）から天文12年（1543年）にかけての大内義隆の出雲遠征など各地を転戦して武功を挙げ、度々感状を与えられた。
天文19年（1550年）7月12日から7月13日にかけて元就によって安芸井上氏が粛清された直後の7月20日に毛利氏家臣団238名が連署して毛利氏への忠誠を誓った起請文においては、95番目に「國重源四郎」と署名しているが、その4ヶ月後の11月27日に死去。享年51。子の就正が後を継いだ。